# Linganore AVA
Linganore AVA (anerkannt seit dem 19. September 1983) ist ein Weinbaugebiet im US-Bundesstaat Maryland. Das Gebiet erstreckt sich auf die Verwaltungsgebiete Frederick County und Carroll County im Norden von Maryland. Die Region ist Teil des Piedmont Plateau nordwestlich von Baltimore.
Die Oberfläche des Piedmont wird von einer sanften Hügellandschaft charakterisiert. Das Klima von Linganore ist warm und aufgrund der Nähe zum Atlantischen Ozean feucht. Die Böden bestehen hauptsächlich aus Kies und Lehm.